# Devasahayam Pillai
Devasahayam Pillai (En malabarː ദേവസഹായം പിള്ള; en tamilː முத்திப்பேறு பெற்ற தேவசகாயம் பிள்ளை) (Nattalam Gram Panchayat, districte de Kanyakumari, Tamil Nadu, Índia, 23 d'abril de 1712 - Bosc d'Aralvaimozhy, Índia, 14 de gener de 1752), va ser un noble i laic hindú convertit al cristianisme. Fout torturat i afusellat per negar-se a abandonar la fe, i és conegut pel seu nom de bateig llatinitzat, Llàtzer.
Era un funcionari en la cort del Rei de Travancore, Maharaja Marthanda Varma, quan va estar sota la influència de la marina holandesa. L'any 1741 una expedició de l'armada holandesa a l'Índia va intentar prendre el control del regne de Travancore, però va fracassar i fou derrotada en la batalla de Kolachel. Els indis feren 24 presoners europeus, entre ells el capità i comandant francès Eustache Benoît de Lannoy, que va ser qui el va instruir en la fe catòlica.
Va ser casat i batejat ja d'adult, l'any 1745, quan tenia 32 anys, després de sol·licitar-ho insistentment, prenent el nom de Llàtzer, que igual que el seu nom original, significa Déu és el meu auxili. Se li van presentar càrrecs falsos per traïció, se li va despullar del seu treball a l'administració, fou arrestat i torturat per tres anys i finalment fou desterrat. Uns soldats el van executar, li van disparar, i les seves restes foren llançades de forma descuidada. Entre els dies 18 i 19 de gener de 1752 es van descobrir les seves restes mortals i foren traslladades a la ciutat de Kottar, a l'extrem sud de l'Índia. Està sepultat a la catedral de Sant Francesc Xavier de la mateixa ciutat.
És considerat com a màrtir de l'Església catòlica i va ser declarat beat 2 de desembre de 2012 pel Papa Benet XVI. Posteriorment, el 15 de maig de 2022, va ser canonitzat pel Papa Francesc a la Plaça de Sant Pere del Vaticà, convertint-se en el primer sant laic indi.